# Molly und Andy
Molly und Andy ist ein deutscher Kurzfilm von Ceci Leal aus dem Jahr 2013. Weltpremiere war am 2. Mai 2014 bei den Internationalen Kurzfilmtagen in Oberhausen.

## Handlung
Ceci Leal stammt aus Südamerika, ebenso wie ihre beiden Meerschweinchen Molly und Andy. Anhand der beiden erzählt sie die Geschichte ihrer Migration und deren Tücken.

## Kritiken
„Sowohl die beiden Meerschweinchen als auch die Regisseurin kommen ursprünglich aus Südamerika. Leicht und witzig projiziert Ceci Leal ihre Migrationserfahrungen — falsches Wetter, schweres Essen, Einsamkeit und Heimweh — auf ihre beiden Tierchen mit den großen Knopfaugen. Energievoll und überraschend setzt Radek Vogt die Geschichte in einer Kombination aus Legeanimation und Realfilmbildern spielerisch um.“

## Auszeichnungen
Internationale Kurzfilmtage Oberhausen 2014
- Förderpreis des NRW-Wettbewerbs